# Довга подорож (скульптура)
«Довга подорож» (кат. El Llarg Viatge, ісп. El largo viaje) — скульптура роботи іспанського скульптора Франсеска Торреса Монсо (1922–2015). Знаходиться на розі Рамбла-де-Прім і Рамбла-Гіпускоа у Барселоні (Іспанія). 
Створена на замовлення мерії Барселони. Відкрита 4 квітня 1992 року за три місяця до початку літніх Олімпійських ігор 1992 року. У церемонії відкриття взяли участь мер Барселони (Паскуал Марагаль) і мер Жирони (Жуакім Надал), міста, в якому народився Торрес Монсо. Вартість роботи склала 12 379 000 песет (74 400 євро).
Скульптура заввишки 9 м виконана з кортенівської сталі і розташована на краю штучного озера завдовжки 60 м.